# Morti nel 1578
| Questa pagina contiene informazioni ricavate automaticamente dalle voci biografiche con l'ausilio del template Bio e di un bot. L'aggiornamento è periodico e automatico e ricostruisce completamente la pagina. Se manca una persona in questa lista, sei pregato di non aggiungerla, ma accertati piuttosto che la sua voce biografica contenga il template Bio e che i dati anagrafici siano correttamente compilati. Se il template Bio manca, inseriscilo tu stesso o, in alternativa, metti l'avviso {{tmp\|Bio}} che ne segnala la mancanza. Se i dati riportati sono sbagliati, correggi direttamente la voce biografica; le modifiche saranno visibili in questa lista entro pochi giorni. Per chiarimenti vedi il progetto biografie. La lista contiene solo le 94 persone che sono citate nell'enciclopedia e per le quali è stato implementato correttamente il template Bio. Pagina aggiornata al 10 giu 2025. |

## Gennaio(6)
- 1º gennaio - Alfonso Tornabuoni, vescovo cattolico italiano (n. 1506)
- 5 gennaio - Giulio Clovio, pittore italiano (n. 1498)
- 12 gennaio - Date Harumune, militare giapponese (n. 1519)
- 18 gennaio - Bartolomeo Concini, giurista italiano (n. 1507)
- 21 gennaio - Piyale Paşa, ammiraglio ottomano (n. 1515)
- 25 gennaio - Mihrimah Sultan, principessa ottomana (n. 1522)

## Febbraio(4)
- 1º febbraio - Felice Tiranni, arcivescovo cattolico italiano (n. 1508)
- 12 febbraio - Caterina d'Asburgo, sovrana (n. 1507)
- 22 febbraio - Francesco d'Este, nobile italiano (n. 1516)
- 28 febbraio - Nicola di Pskov, religioso e santo russo

## Marzo(8)
- 3 marzo - Michail Kantakouzenos, mercante e politico ottomano (n. 1510)
- 3 marzo - Sebastiano Venier, doge
- 4 marzo - Massimiliano Gonzaga, nobile italiano (n. 1513)
- 8 marzo - Elisabetta di Brandeburgo-Küstrin, principessa tedesca (n. 1540)
- 9 marzo - Margaret Douglas, contessa britannica (n. 1515)
- 12 marzo - Alessandro Piccolomini, letterato, astronomo e arcivescovo cattolico italiano (n. 1508)
- 29 marzo - Luigi di Guisa, cardinale francese (n. 1527)
- 31 marzo - Juan de Escobedo, politico spagnolo (n. 1530)

## Aprile(6)
- 5 aprile - Henry Seymour, nobile inglese (n. 1503)
- 8 aprile - Akai Naomasa, militare giapponese (n. 1529)
- 11 aprile - Giovanna d'Austria, sovrana (n. 1547)
- 14 aprile - James Hepburn, IV conte di Bothwell, scozzese
- 19 aprile - Uesugi Kenshin, militare giapponese (n. 1530)
- 20 aprile - Mary Grey, nobildonna inglese (n. 1545)

## Maggio(4)
- 1º maggio - Guglielmo II di La Marck, ammiraglio olandese (n. 1542)
- 4 maggio - Martin Eisengrein, teologo tedesco (n. 1535)
- 23 maggio - Lorenzo Surio, monaco cristiano, storico e traduttore tedesco (n. 1523)
- 25 maggio - Scolastica Oliveri, religiosa italiana

## Giugno(4)
- 12 giugno - Kōsaka Masanobu, militare giapponese (n. 1527)
- 17 giugno - Paolo Burali d'Arezzo, cardinale e arcivescovo cattolico italiano (n. 1511)
- 18 giugno - Giovanni Battista Grassi, pittore italiano
- 28 giugno - Giovanni Anguissola, condottiero italiano (n. 1514)

## Luglio(3)
- 5 luglio - Cristoforo Madruzzo, cardinale italiano (n. 1512)
- 5 luglio - Satomi Yoshihiro, militare giapponese (n. 1530)
- 25 luglio - Juan de Acuña, vescovo cattolico e diplomatico spagnolo

## Agosto(11)
- 2 agosto - Giovanni Leonardo Di Bona, scacchista italiano (n. 1533)
- 4 agosto - Abu Abd Allah Muhammad II al-Mutawakkil, sultano marocchino
- 4 agosto - Abu Marwan Abd al-Malik I, sultano marocchino
- 4 agosto - João de Mendonça Furtado, militare portoghese (n. 1530)
- 4 agosto - Sebastiano I del Portogallo, re portoghese (n. 1554)
- 4 agosto - Thomas Stucley, nobile e militare britannico
- 8 agosto - Amago Katsuhisa, militare giapponese (n. 1553)
- 11 agosto - Pedro Nunes, matematico, cosmografo e cartografo portoghese (n. 1502)
- 14 agosto - Antonio Carafa, nobile italiano
- 20 agosto - Yamanaka Yukimori, militare giapponese (n. 1545)
- 28 agosto - Giovanni Battista Zelotti, pittore italiano (n. 1526)

## Settembre(7)
- 3 settembre - Giulio Feltrio della Rovere, cardinale italiano (n. 1533)
- 4 settembre - Alfonsino d'Este, nobile italiano (n. 1560)
- 5 settembre - Giovanni Battista Rossi, religioso italiano (n. 1507)
- 12 settembre - Benedetto Pagni, pittore italiano (n. 1503)
- 22 settembre - Venceslao d'Asburgo, austriaco (n. 1561)
- 23 settembre - Cassiano dal Pozzo, politico e magistrato italiano (n. 1498)
- 28 settembre - Francesco Mosca, scultore italiano

## Ottobre(3)
- 1º ottobre - Giovanni d'Austria, generale, ammiraglio e diplomatico tedesco (n. 1547)
- 10 ottobre - Jean Bullant, architetto francese
- 18 ottobre - Ferdinando d'Asburgo, principe (n. 1571)

## Dicembre(1)
- 3 dicembre - Gonzalo II Fernández de Córdoba, generale spagnolo (n. 1520)

## Senza giorno specificato(37)
- Europa Anguissola, pittrice italiana
- Levan di Cachezia, re georgiano (n. 1504)
- Charles de Berlaymont, politico belga (n. 1510)
- Cristóbal Berrocal, vescovo cattolico spagnolo
- Vincenzo Cornelio, vescovo cattolico italiano
- Giorgio Corner, vescovo cattolico italiano (n. 1524)
- Cornelis Cort, pittore e incisore olandese (n. 1530)
- Jane FitzAlan, nobile e letterata inglese (n. 1537)
- Gabriele Giolito de' Ferrari, tipografo e editore italiano
- Diego Hurtado de Mendoza y de la Cerda, nobile spagnolo (n. 1500)
- Juan Jufré, esploratore spagnolo (n. 1516)
- Urszula Kochanowska, polacca (n. 1575)
- Paolo La Badessa, umanista e traduttore italiano (n. 1520)
- Pietro Lamo, pittore e scrittore italiano
- Bernardino Lanino, pittore italiano (n. 1512)
- Juan de Lebú, nativo americano
- Girolamo Leoni, arcivescovo cattolico italiano
- Pierre Lescot, architetto francese (n. 1515)
- Livieno da Anversa, pittore e architetto olandese (n. 1503)
- Jerónimo Lomas Cantoral, poeta spagnolo
- Pietro Andrea Mattioli, umanista, medico e botanico italiano (n. 1501)
- Parrasio Micheli, pittore italiano
- Antonio Mizauld, astrologo e medico francese (n. 1510)
- Fabrizio Moncada, politico italiano
- Hernando Pizarro, militare spagnolo (n. 1502)
- Francesco Portinaro, compositore e umanista italiano
- Giacomo Promontorio, doge (n. 1508)
- Raffaellino da Reggio, pittore italiano (n. 1550)
- Giovanni Antonio Rusconi, architetto e pittore italiano
- Benvenuto Stracca, giurista e economista italiano (n. 1509)
- Marquardo Susanna, giurista e avvocato italiano (n. 1508)
- Tirumala Deva Raya, re indiano
- Brunoro II Zampeschi, condottiero italiano (n. 1540)
- Andrea da Valle, architetto italiano
- Francisco de Aldana, diplomatico spagnolo (n. 1537)
- María de los Cobos Sarmiento de Mendoza, nobildonna spagnola (n. 1538)
- Antoine Escalin des Aimars, ammiraglio e ambasciatore francese (n. 1498)